# Fahisoi (Ort)
Fahisoi ist eine osttimoresische Siedlung im Suco Fahisoi (Verwaltungsamt Lequidoe, Gemeinde Aileu).
Die Siedlung Fahisoi liegt in der Aldeia Tatilisame, an der Hauptstraße des Sucos, auf einem Bergrücken in einer Meereshöhe von 1203 m. Die Siedlung ist ein Ortsteil von Lequidoe, dem Hauptort des Sucos. Westlich befindet sich die Siedlung Fatubuti, östlich Locotoi.